# Speckkarspitze

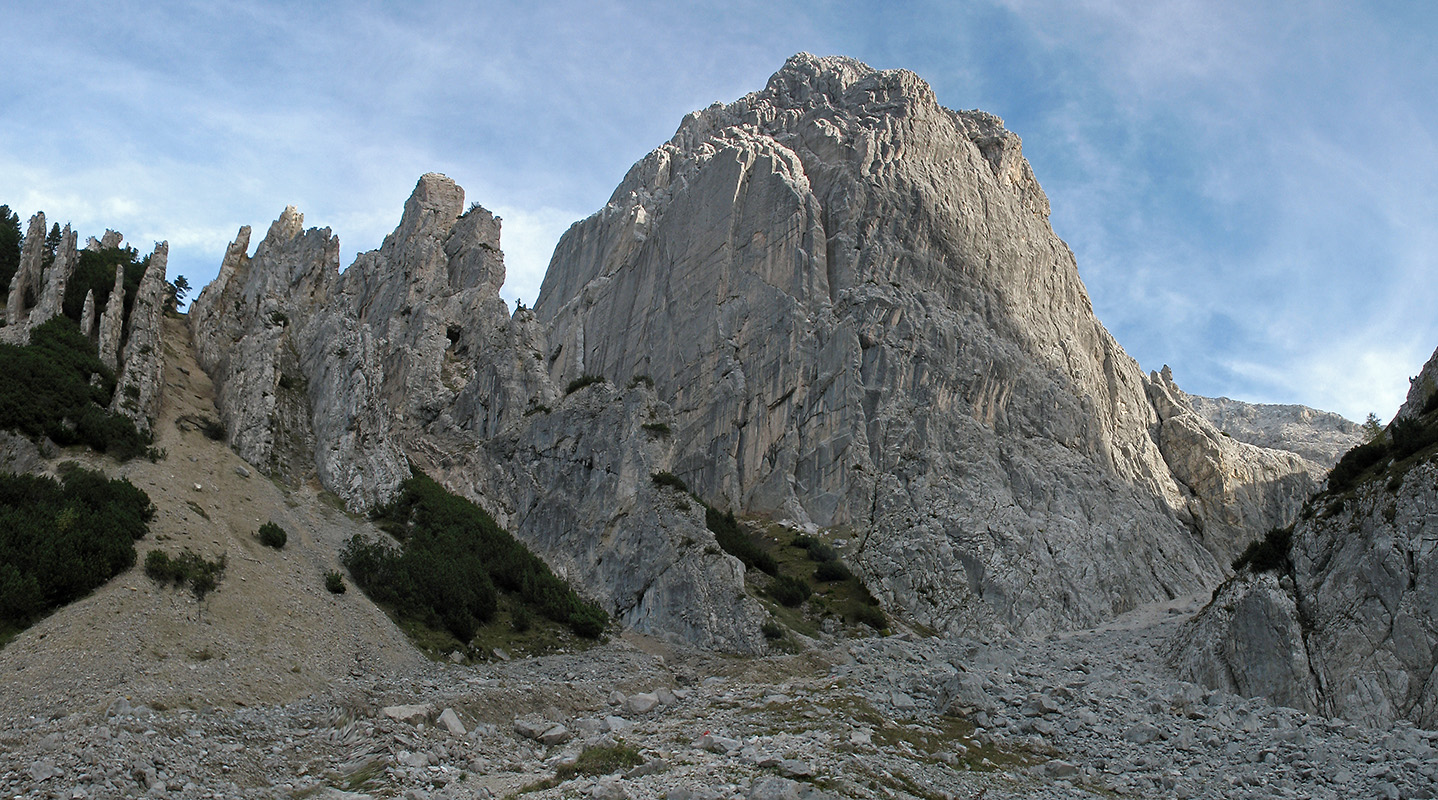
Die Schnittlwände

Die Speckkarspitze ist ein 2621 m ü. A. hoher Berg in der Gleirsch-Halltal-Kette im Karwendel in Tirol. Der Gipfel ist auf einem Steig, der Trittsicherheit erfordert, vom Hallerangerhaus (1768 m ü. A.) und der Hallerangeralm im Hinterautal oder vom Halltal über das Lafatscher Joch (2081 m ü. A.) erreichbar. Durch die kompakten Platten der Nordwand (Schnittlwände) führen zahlreiche schwere Kletterrouten.
Der Normalweg führt vom Lafatscher Joch durch ein Kar auf den Nordwestkamm, dann brüchig, jedoch ohne größere Kletterstellen, weiter auf den Gipfel. 
Eine schöne Alternativroute bietet der Südwestgrat, über den man weglos, aber markiert die Spitze in leichter Kletterei erklimmen kann.
Die Überschreitung zum Kleinen Bettelwurf ist nur Geübten anzuraten, der scharfe Grat birgt einige Kletterstellen (UIAA I–III).